# Walter Krause (calciatore 1953)
Walter Krause (8 maggio 1953) è un ex calciatore tedesco, di ruolo attaccante.
Con 119 reti segnate in Zweite Bundesliga si colloca al quinto posto nella classifica di tutti i tempi della manifestazione.

## Palmarès

### Club

#### Competizioni nazionali
- Coppa di Lega tedesca: 1

Amburgo: 1972-1973